# Carlos García Vélez

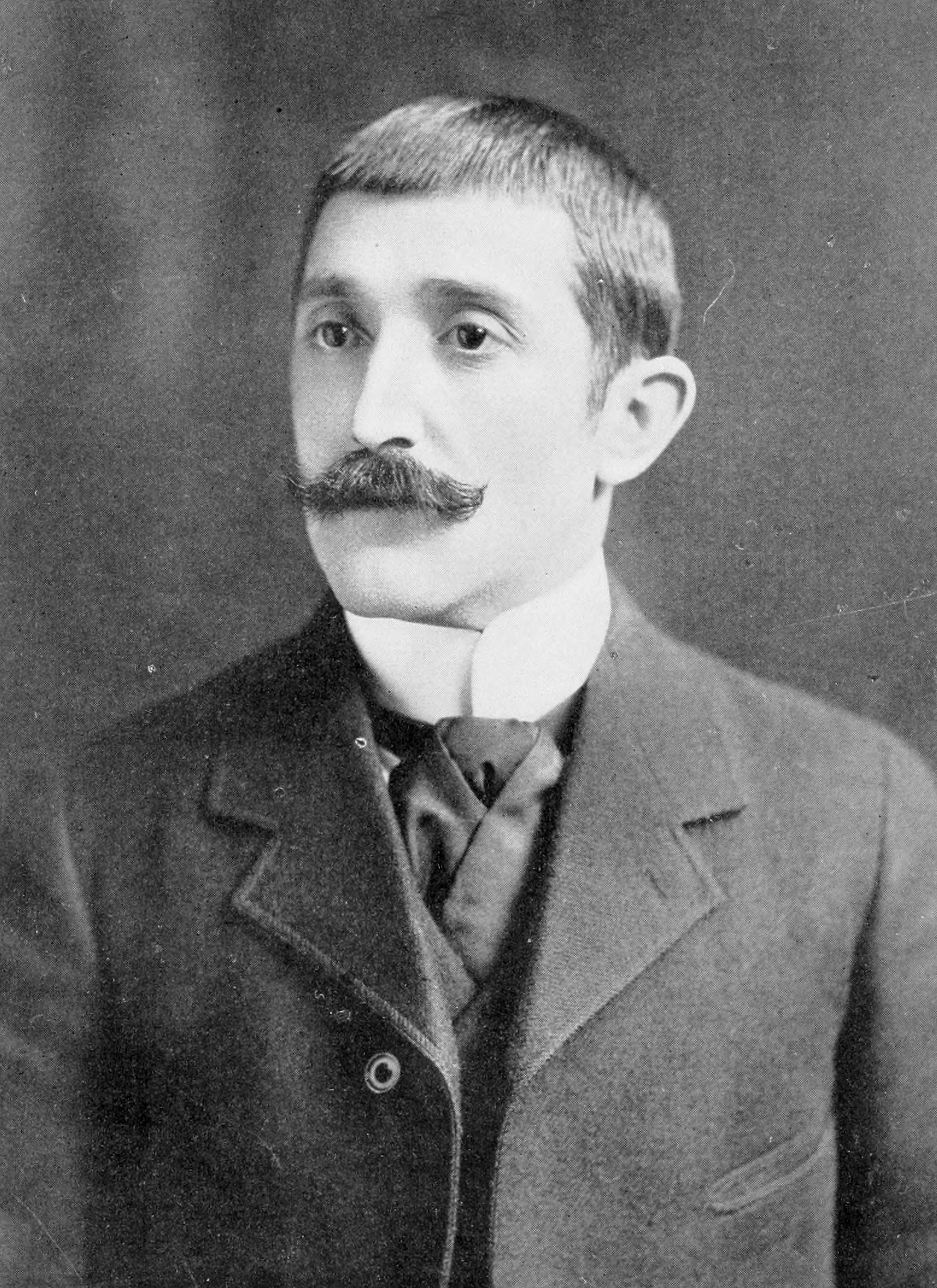
Carlos García Vélez

Carlos García Vélez (* 29. April 1867 in Jiguaní östlich von Bayamo; † 6. November 1963 in Havanna) war ein kubanischer Zahnarzt und Botschafter.

## Leben
Carlos García Vélez war einer der Söhne von Isabel und Calixto García, zu welchen auch General Justo Garcia und Fausto gehörten.
Aus Verzweiflung über den Ausgang des Zehnjährigen Krieges versuchte sein Vater 1878 sich durch einen Schuss mit einer Pistole unter das Kinn das Leben zu nehmen. Die bei der Versorgung der Verletzung gemachten Erfahrungen weckten bei ihm den Berufswunsch Zahnmedizin. Er studierte am Colegio de Cirugía de San Carlos in Madrid schrieb Beiträge für die Revista Odontología de Madrid und gab in Kuba mit Louis Oscar Amoëdo y Valdes die Revista Estomatológica heraus.
1895 stellte er die verlegerische Arbeit ein und widmete sich als General dem kubanischen Unabhängigkeitskrieg. 1901 war er Generalinspekteur des kubanischen Strafvollzuges.
Tomás Estrada Palma sandte ihn als Ministre plénipotentiaire zu Porfirio Díaz, sein Akkreditierungsschreiben war an den Außenminister Ignacio Mariscal gerichtet. Am 25. August 1902 wurde er in Mexiko-Stadt akkreditiert.
Am 9. April 1909 wurde er außerordentlicher Gesandter und Ministre plénipotentiaire in Washington, D.C. Noch im selben Jahr wurde er außerordentlicher Gesandter und Ministre plénipotentiaire in Buenos Aires. 1913 gründete er die kubanische Sektion der Pfadfinder.
Von 1916 bis 22. März 1924 war er Ambassador to the Court of St James’s. Am 22. März 1924 fällte er in New York City ein vernichtendes Urteil über die Regierung von Alfredo Zayas y Alfonso und wurde umgehend aus dem diplomatischen Dienst entfernt.